# 安藤桂子
安藤 桂子（あんどう けいこ）は、福島放送の女性アナウンサー。
福井県鯖江市出身。血液型A型。早稲田大学第一文学部卒業。

## 略歴
- 大学在学中に、アートイベント「BLACK BURST」の司会や、インターネットチャンネル「全国お祭りチャンネル」のリポーターなどを担当。
- 2007年、群馬テレビにアナウンサーとして入社[1]。
- 2009年2月、群馬テレビ退社。
- 2009年4月、福島放送に契約アナウンサーとして入社。
- 2012年、第11回ANNアナウンサー賞大賞を受賞した[2]。

## 人物
- 元「KEE'Sアナウンススクール」生。
- 好きな有名人は体操選手の冨田洋之。

## 担当番組

### 福島放送
- ウィークエンドケア（2009年6月25日 - 2015年4月24日）
- ふくしまスーパーJチャンネル（2010年10月1日 - 2011年3月4日 金曜担当、2015年3月30日 - 2016年4月1日 月曜 - 金曜担当、2016年4月4日 - 2017年3月29日 月曜 - 水曜担当）司会
- 女子アナおしゃべり小部屋べしゃるーむ
- ANN報道特別番組（2021年2月13日の福島県沖地震）
- KFBニュース

### 群馬テレビ
- あさいち･朝生･情報通
- ひる生情報Ⅱ
- GTVニュース

など